# 哈羅德·埃文斯
哈羅德·埃文斯（Harold Evans，1928年6月28日—2020年9月23日）是一名英裔美国记者和作家。他於1967年至1981年间担任星期日泰晤士報的编辑，1981年起担任泰晤士报的编辑，不過在擔任1年的編輯後就被鲁伯特·默多克驅逐。 
1984年，他和妻子移居美国並且成为美国公民，不過他保留了英國国籍。他之後在美国新闻与世界报道 、大西洋 和紐約每日新聞任職。从2005年起，他成为衛報和BBC廣播四台的撰稿人。2011年6月13日，哈羅德·埃文斯成為路透社的特约编辑。 2020年9月23日因心臟衰竭去世。